# Хван Сон У
Хван Сун У (кор. 황선우; род. 21 мая 2003, Сувон) — южнокорейский пловец, чемпион мира (2024), двухкратный серебряный призёр чемпионата мира (2022, 2024), бронзовый призёр чемпионата мира (2023), двухкратный чемпион мира на короткой воде (2021, 2022), двухкратный чемпион Азиатских игр (2022), двухкратный серебряный и бронзовый призёр Азиатских игр (2022). Участник Олимпийских Игр (2020). Первый южнокорейский спортсмен, прошедший в финал на Олимпийских играх на дистанции 100 и 200 метров вольным стилем. 
Был выбран нести флаг Республики Корея во время церемонии открытия Олимпийских Игр 2020 в Токио вместе с волейболисткой Ким Ен Ген.

## Спортивная карьера
14 мая 2021 года установил новый национальный рекорд Кореи — 48,04 на дистанции 100 метров вольным стилем, а затем установил новый мировой рекорд среди юниоров на дистанции 200 метров вольным стилем среди мужчин.
В июле 2021 года представлял Республику Корею на летних Олимпийских играх 2020 года, которая проходила в Токио, Япония. Он был знаменосцем Южной Кореи вместе с Ким Ен Геном. Участвовал в предварительных заплывах на 50 м вольным стилем, 100 м вольным стилем, 200 м вольным стилем и в эстафете 4 × 200 м вольным стилем. В заплыве на 50 метров вольным стилем он не прошел в полуфинал. В оставшихся соревнованиях по плаванию вольным стилем он занял в предварительных заплывах 1-е место на дистанции 100 м и 6-е место на дистанции 200 м, что позволило ему выйти в полуфинал. В финальных соревнованиях вольным стилем он занял 5-е место на дистанции 100 м и 6-е место на дистанции 200 м. В эстафете вольным стилем команда не вышла в финал.
На чемпионате мира 2022 года Хван завоевал серебряную медаль в заплыве на 200 метров вольным стилем среди мужчин. В финале, 20 июня, он финишировал с результатом 1:44.47.
В декабре 2022 года выиграл золото в заплыве на 200 метров вольным стилем среди мужчин на чемпионате мира по плаванию на короткой воде 2022 (25 м) с результатом 1:39,72, побив предыдущий рекорд чемпионата, установленный литовцем Данасом Рапсисом в 2018 году, а также установив новый рекорд Азии.